# 제주특별자치도지사 선거
제주특별자치도지사 선거는 제주특별자치도의 특별자치도지사를 선출하는 선거이다.

## 역대 민선 제주도지사·제주특별자치도지사
| 선거   | 정당 | 정당           | 도지사 |
| ------ | ---- | -------------- | ------ |
| 1960년 |      | 무소속         | 강성익 |
| 1995년 |      | 무소속         | 신구범 |
| 1998년 |      | 새정치국민회의 | 우근민 |
| 2002년 |      | 새천년민주당   | 우근민 |
| 2004년 |      | 한나라당       | 김태환 |
| 2006년 |      | 무소속         | 김태환 |
| 2010년 |      | 무소속         | 우근민 |
| 2014년 |      | 새누리당       | 원희룡 |
| 2018년 |      | 무소속         | 원희룡 |
| 2022년 |      | 더불어민주당   | 오영훈 |

## 역대 선거 결과

### 1960년 대한민국 지방선거
1960년에 실시된 1960년 대한민국 지방선거에서 강성익 후보가 제주도지사로 당선되었다. 하지만 5.16 군사 정변 이후 제주도지사는 다시 관선으로 선출하도록 바뀌었다.

### 제1회 전국동시지방선거
|  | 40.64% |

|  | 32.53% |

|  | 24.27% |

|  | 2.54% |

### 제2회 전국동시지방선거
|  | 52.76% |

|  | 30.78% |

|  | 16.45% |

### 제3회 전국동시지방선거
|  | 51.40% |

|  | 45.41% |

|  | 3.18% |

### 2004년 대한민국 재보궐선거
|  | 55.99% |

|  | 44.00% |

### 제4회 전국동시지방선거
|  | 42.73% |

|  | 41.10% |

|  | 16.15% |

### 제5회 전국동시지방선거
|  | 41.40% |

|  | 40.55% |

|  | 18.03% |

### 제6회 전국동시지방선거
|  | 59.97% |

|  | 34.53% |

|  | 4.23% |

|  | 1.26% |

### 제7회 전국동시지방선거
|  | 51.72% |

|  | 40.01% |

|  | 3.53% |

|  | 3.26% |

|  | 1.45% |

### 제8회 전국동시지방선거
|  | 55.14% |

|  | 39.48% |

|  | 3.42% |

|  | 1.94% |